# Roz Ryan
Roz Ryan (nacida Rosalyn Bowen; 7 de julio de 1951) es una actriz estadounidense que ha trabajado para producciones de cine, televisión y teatro de Broadway durante más de 40 años. El primer papel de Ryan en Broadway fue en Ain't Misbehavin, una obra musical influenciada por Fats Waller que debutó en 1978. Es muy conocida por su papel en el programa de televisión Amen, por su personaje Amelia Hetebrink, por ser la voz de Talía, la musa de la comedia en la película animada de Disney de 1997, Hércules, y por ser estrella invitada en la comedia de Disney Channel K.C. Undercover como la abuela Gayle.

## Vida y carrera
Ryan nació como Rosalyn Bowen en Detroit, Michigan, hija de Gertrude y Thomas Bowen, quienes trabajaban para la Junta de Educación. Se graduó en 1969 en Mackenzie High School. Durante 13 años, Ryan trabajó como cantante en un club nocturno en Detroit antes de que un amigo le sugiriera hacer una audición para Ain't Misbehavin, un musical de Broadway que presenta música de Fats Waller. Su audición fue un éxito y sólo 10 días después estaba en el escenario. Ryan continuó protagonizando numerosos musicales de Broadway, incluido Chicago, ganador del premio Tony, por el que ostenta el récord de permanencia más larga en el personaje de la matrona "Mama" Morton. Otras obras en las que Ryan ha aparecido son A Christmas Carol, Dreamgirls, One Mo' Time y el revival de 2006 de The Pyjama Game.
En televisión y cine, Ryan es conocida por su papel de Amelia Hetebrink en Amen, Mrs. Dixon en Good News y Flo Anderson en All about the Anderson. También fue estrella invitada en un episodio de Barbershop. Fue la voz de Talía, la musa de la comedia en la película animada de Disney Hércules y Hércules: La Serie Animada. Ella es la voz de la ballena Bubbie en la serie de televisión animada de 2008 Las maravillosas desventuras de Flapjack. Tuvo papeles en las películas I Think I Love My Wife, The Invention of Lying y Waiting for Forever. Ella le da voz a la maestra de Kick, la Sra. Fitzpatrick, en la serie animada Kick Buttowski: Suburban Daredevil. También era la voz de la Bruja Hazel en The Looney Tunes Show. Interpretó a Cake, la contraparte femenina y felina de Jake, en los episodios de Adventure Time "Fionna and Cake", "Bad Little Boy", "The Prince Who Wanted Everything" y "Five Short Tables". También ha protagonizado The Rickey Smiley Show de TVOne.
Recientemente protagonizó en Broadway Scandalous: The Life and Trials of Aimee Semple McPherson. A finales de mayo de 2016, Ryan comenzó su decimotercera carrera en Chicago como la matrona "Mama" Morton.

## Créditos en teatro
- Scandalous: The Life and Trials of Aimee Semple McPherson (2012)
- The Pajama Game (2006)
- One Mo' Time (2002)
- Chicago (1996–2019)
- Dreamgirls (1981–1985)
- Ain't Misbehavin' (1978–1981)

## Filmografía

### Películas
| Año  | Título                                                        | Papel                                     | Notas                   |
| ---- | ------------------------------------------------------------- | ----------------------------------------- | ----------------------- |
| 1997 | Hercules                                                      | Talía, la musa de la comedia (voz)        |                         |
| 1997 | La tostadora valiente al rescate                              | Partes de computadora / voces adicionales | Directamente para video |
| 1998 | Went to Coney Island on a Mission from God... Be Back by Five | Enfermera                                 |                         |
| 1999 | Hercules: Zero to Hero                                        | Talía (voz)                               | Directamente para video |
| 1999 | Nikita’s Blues                                                | Mildred                                   | Cortometraje            |
| 2007 | I Think I Love My Wife                                        | Dueña                                     |                         |
| 2007 | Divine Intervention                                           | Madre Candice                             |                         |
| 2007 | Whatever Lola Wants                                           | Trabajador postal                         |                         |
| 2009 | Steppin: The Movie                                            | Roz                                       |                         |
| 2009 | The Invention of Lying                                        | Enfermera Barbara                         |                         |
| 2010 | Waiting for Forever                                           | Dorothy                                   |                         |
| 2015 | Hello, My Name Is Doris                                       | Enfermera Patty                           |                         |

### Televisión
| Año        | Título                                   | Papel                                                                 | Notas |
| ---------- | ---------------------------------------- | --------------------------------------------------------------------- | --- |
| 1986–91    | Amen                                     | Amelia Hetebrink                                                      | Protagonista, 110 episodios |
| 1997       | Sparks                                   | Loretta                                                               | Episodio: "Rehearsal of Fortune" |
| 1997–98    | Good News                                | Hattie Dixon                                                          | Protagonista, 22 episodios |
| 1998       | Beyond Belief: Fact or Fiction           | Hermana Louise Pittman                                                | Episodio: "Kirby/Dust/Malibu Cop/A Joyful Noise"                                                                                                   |
| 1998       | The Journey of Allen Strange             | Merle                                                                 | Episodio: "The Truth About Lies" |
| 1998–99    | Hércules                                 | Talía (voz)                                                           | Recurrente, 24 episodios |
| 2000       | Buzz Lightyear of Star Command           | Madam Presidenta (voz)                                                | Recurrente, 7 episodios |
| 2001       | Danny                                    | Chickie                                                               | Protagonista, 9 episodios |
| 2002–07    | Kim Possible                             | Mamá de wade / Guardabosques (voz)                                    | Episodios: "Crush", "Monkey Fist Strikes", "Mother’s Day" and "The Cupid Effect"                                                                   |
| 2003–04    | All About the Andersons                  | Florence "Flo" Anderson                                               | Protagonista, 16 episodios |
| 2004       | Half & Half                              | Josephine Baylor                                                      | Episodio: "The Big Practice What You Preach episodio"                                                                                              |
| 2004       | Lilo y Stitch: La Serie                  | Dra. Gladys (voz)                                                     | Episodio: "Spike: Experiment 319" |
| 2005       | JAG                                      | Loretta McKee                                                         | Episodio: "Unknown Soldier" |
| 2005       | Barbershop                               | Mae                                                                   | Episodios: "Madonna Is a Ho", "Family Business" and "Debates and Dead People"                                                                      |
| 2008       | The Bobby Lee Project                    | Aunt Viola                                                            | Television film |
| 2008–10    | Las maravillosas desventuras de Flapjack | Bubbie (voz)                                                          | Protagonista, 44 episodios |
| 2010–12    | Kick Buttowski: Suburban Daredevil       | Ms. Fitzpatrick (voz)                                                 | Recurrente, 6 episodios |
| 2011–13    | The Looney Tunes Show                    | Bruja Hazel (voz)                                                     | Recurrente, 12 episodios |
| 2011–17    | Adventure Time                           | Cake (voz)                                                            | Recurrente, 5 episodios |
| 2012       | Let's Stay Together                      | Mrs. Galloway                                                         | Episodio: "All Juice, No Seeds" |
| 2012       | Scooby-Doo! misterios S.A.               | Gorgeous G (voz)                                                      | Episodio: "The Night the Clown Cried II: Tears of Doom!"                                                                                           |
| 2012       | General Hospital                         | Esther Love                                                           | Episodio: "1.12632" |
| 2012–14    | The Rickey Smiley Show                   | Aunt Sylvia                                                           | Protagonista, 22 episodios |
| 2014       | Teen Titans Go!                          | Voz de la abuela de Cyborg (voz)                                      | Episodio: "Grandma Voice" |
| 2014       | Bee and PuppyCat                         | Temp Bot No. 3 (voz)                                                  | Episodio: "Cats" |
| 2015       | Mickey Mouse                             | Cow (voz)                                                             | Episodio: "Movie Time" |
| 2015–17    | K.C. Undercover                          | Abuela Gayle King                                                     | Episodios: "Off the Grid", "KC and Brett: The Final Chapter, Part 1", "The Legend of Bad, Bad Cleo Brown" and "Out of the Water and Into the Fire" |
| 2018       | Mighty Magiswords                        | Steel Magnolia (voz)                                                  | Episodio: "Suitable Armor" |
| 2019       | Nowhere USA                              | Martha                                                                | Película de televisión |
| 2019       | Raven's Home                             | Miss Bertha                                                           | Episodios: "Friend-Ship" and "Lost at Chel-Sea" |
| 2019–21    | Summer Camp Island                       | Yeti Ancestra / Sombrero Mortal / Tammy / Patrice / voces adicionales | Recurrente, 7 episodios |
| 2021; 2022 | That Girl Lay Lay                        | Velma                                                                 | Episodios: "Ha-Lay-Lay-Lujah" and "Lay Lay’s Beauty Shop Day Day"                                                                                  |
| 2022       | Mickey Mouse Funhouse                    | Talía (voz)                                                           | Episodio: "Daisy and the Muses/Keep on the Ball" and "Farfus' Family!/The Adventure Parade!"                                                       |
| 2023       | Adventure Time: Fionna and Cake          | Cake (voz)                                                            | Protagonista |

### Videojuegos
| Año  | Título                                        | Papel                   |
| ---- | --------------------------------------------- | ----------------------- |
| 1997 | Libro Animado Interactivo de Disney: Hércules | Talía                   |
| 1997 | Hércules                                      | Talía                   |
| 1999 | Tonic Trouble                                 | The Barmain             |
| 2022 | MultiVersus                                   | Cake (variante de Jake) |